# 乌塞罗
乌塞罗，是西班牙卡斯蒂利亚-莱昂索里亚省的一个市镇。总面积17平方公里，总人口97人（2001年），人口密度6人/平方公里。